# Siegfried Fuchs
Siegfried Carl Georg Fuchs (* 28. April 1903 in Heppenheim; † 1978 in Neuwied) war ein deutscher Buchbinder und Archäologe.

## Leben
Buchbinder
Siegfried Fuchs war ein Sohn des Chemikers Dr. Siegfried Fuchs und seiner Ehefrau Anna, geb. Schreck. Nach Besuch der Oberrealschule in Schwetzingen, Mannheim und Heppenheim und der Reifeprüfung 1921 besuchte er von 1921 bis 1924 die Kunstgewerbeschule Offenbach, wo er Schüler der Fachklassen für Bucheinband bei Ignatz Wiemeler und für Schrift- und Buchgraphik bei Rudolf Koch war. 1924 bestand er vor der Handwerkskammer Darmstadt die Buchbindergehilfenprüfung. Anschließend war er als Buchbinder in der Werkstatt von Helene Fanck in Stuttgart tätig. Im Jahr 1925 wurde er Lehrer für Buchbinderei an der Staatlichen Kunstgewerbeschule Kassel, 1929 legte er vor der Handwerkskammer Kassel die Prüfung als Buchbindermeister ab. Ab 1930 war er als Lehrer für Buchbinderei an der Vallianios-Gewerbeschule in Lixouri auf der griechischen Insel Kefalonia tätig. Er publizierte auch zur Buchbinderei.
Archäologe

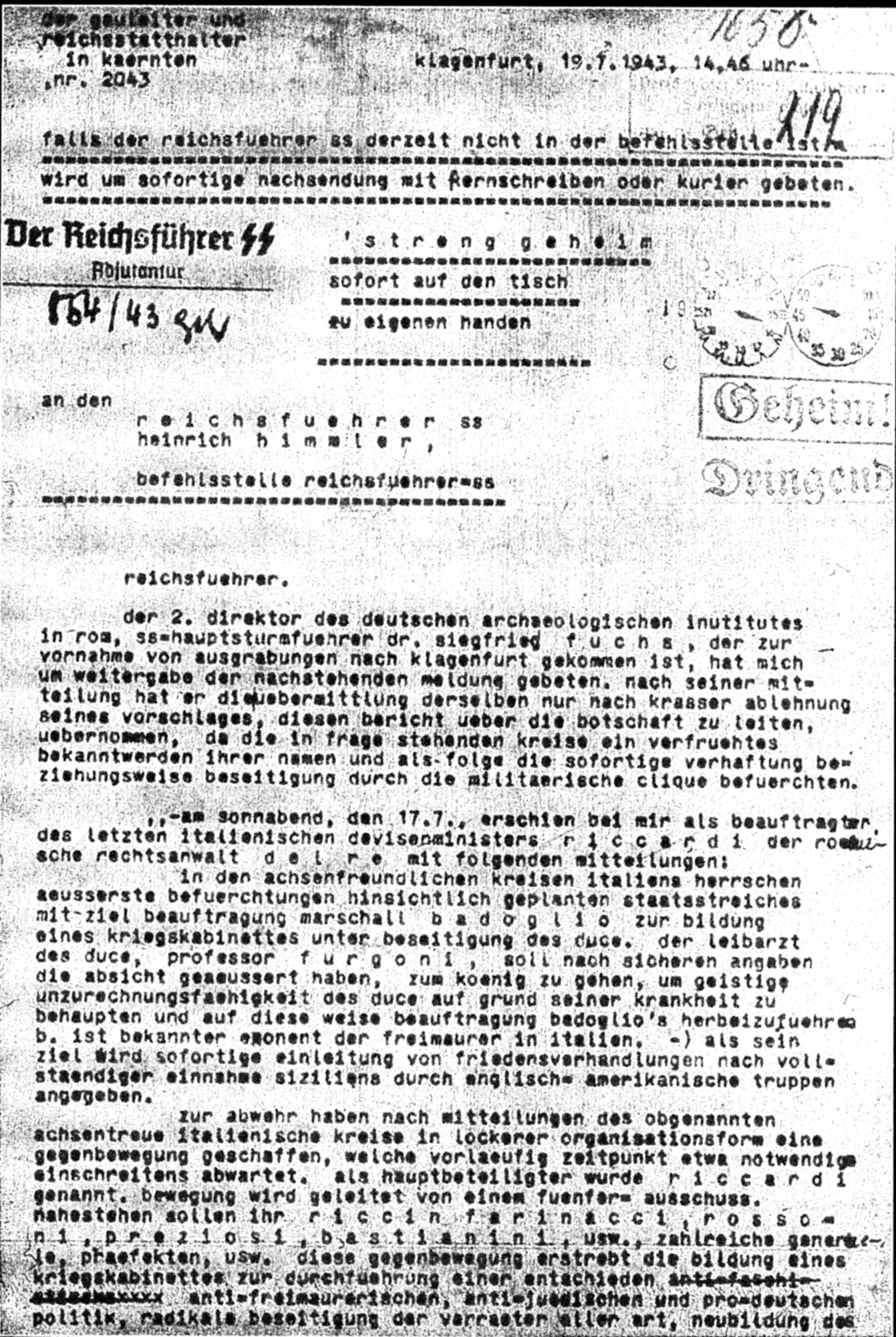
In der Meldung der SS vom 19. Juli 1943 an Heinrich Himmler werden die geplanten Maßnahmen zur Absetzung Mussolinis mitgeteilt, unter Bezugnahme auf Siegfried Fuchs

Im Jahr 1932 kehrte er nach Deutschland zurück und begann ein Studium der Klassischen Archäologie, Kunstgeschichte, Alten Geschichte, Vorgeschichte und Klassischen Philologie an der Universität Heidelberg, wo er 1935 mit einem frühhistorischen Thema promoviert wurde, Referenten der Dissertation waren Arnold von Salis und Ernst Wahle. Zum 1. Januar 1936 wurde er Assistent an der Abteilung Rom des Deutschen Archäologischen Instituts, 1937 dort Referent und Leiter der Photothek. Er machte eine steile Karriere, wobei seine nationalsozialistische Betätigung hilfreich war. Fuchs war 1933 in die SA und zum 1. August 1936 in die NSDAP eingetreten (Mitgliedsnummer 3.744.870), 1937 wurde er Ortsgruppenleiter der NSDAP/AO in Rom, 1940 stellvertretender Landesgruppenleiter der Landesgruppe Italien der NSDAP. In diesem Zusammenhang muss seine Ernennung zum 2. Sekretär (= Direktor) der Abteilung Rom des Deutschen Archäologischen Instituts unter Armin von Gerkan zum 1. April 1938 gesehen werden. Wissenschaftlich war er in Italien auf dem Gebiet der „Germanenforschung“ mit Untersuchungen zu den Ostgoten und Langobarden tätig. Seit 1938 arbeitete er intensiv mit dem Ahnenerbe der SS zusammen. Im August 1939 vertrat er in seiner Eigenschaft als SS-Obersturmführer den Reichsführer-SS Heinrich Himmler auf dem 6. Internationalen Kongress für Archäologie. Grabungen führte er 1942 im sogenannten „Palast des Theoderich“ in Galeata durch.
Im August 1941 wurde er zur Wehrmacht eingezogen, war zehn Monate im Afrikafeldzug eingesetzt und kehrte dann nach Rom zurück. Am 19. Juli 1943 meldete er die Pläne zur Absetzung Mussolinis nach Berlin. Von August 1943 bis zum 1. Juli 1944 gehörte er im Range eines SS-Hauptsturmführers der 16. SS-Panzergrenadier-Division „Reichsführer SS“ an und war zuletzt auf Korsika eingesetzt. Am 12. Januar 1944  wurde er an der Universität Erlangen für Ur- und Frühgeschichte habilitiert und dort am 18. August 1944 zum Dozent für Ur- und 
Frühgeschichte ernannt. Auf ihn geht die Anregung zum „Führerbefehl“ zum Abtransport der Bibliothek des DAI aus Rom im Dezember 1943 zurück.
Nach Ende des Zweiten Weltkriegs war er von 1945 bis mindestens 1947 in Italien in englischer Kriegsgefangenschaft. 1952 kehrte er nach Deutschland zurück, konnte jedoch niemals wieder als Archäologe arbeiten, er „verschwand aus der Wissenschaft“. Er war später als Fachlehrer an der Kunsthochschule in Kassel tätig.

## Schriften (Auswahl)
- Die griechischen Fundgruppen der frühen Bronzezeit und ihre auswärtigen Beziehungen. Junker und Dünnhaupt, Berlin 1937 (Dissertation).
- Die langobardischen Goldblattkreuze. Gebr. Mann, Berlin 1938.
- Kunst der Ostgotenzeit. De Gruyter, Berlin 1944.
- (bearbeitet von Joachim Werner): Die langobardischen Fibeln aus Italien. Gebr. Mann, Berlin 1950.[13]